# Massís de la Bernina
El massís de la Bernina és una serra dels Alps suïssos orientals i el nord d'Itàlia. Es considera que forma part dels Alps orientals centrals. És una de les serres més altes dels Alps, coberta per nombroses glaceres. El Piz Bernina (4.049 m), el seu pic més alt, és els més orientals dels Quatremils dels Alps. El bec en la serra que més s'ascendeix és el Piz Palü.
El massís de la Bernina està separat de la serra Albula en el nord-oest del pas de Maloja i la vall de l'Engadina Alta; des de la serra Livigno en l'est pel pas de Bernina; dels Alps de Bergamo en el sud per la vall de l'Adda (Valtellina); i de la serra Bregaglia en el sud-oest pel pas de Muretto. El massís de la Bernina està recorregut pels rius Adda, Inn i Maira (Mera a Itàlia).
El terme Alps de Bernina també s'usa en un sentit ampli per a incloure les serres de Bernina i Bregaglia; aquesta és la zona acolorida en groc en el mapa (dreta) i a la qual es diu Bernina Alpen.

## Cims
Els principals cims del massís de la Bernina són:
| Cim              | Elevació (m/pies) | Elevació (m/pies) |
| ---------------- | ----------------- | ----------------- |
| Piz Bernina      | 4.049             | 13.304            |
| Piz Zupò         | 3.995             | 13.110            |
| Piz Alv          | 3.995             | 13.110            |
| Piz Scerscen     | 3.971             | 13.028            |
| Piz Argient      | 3.945             | 12.943            |
| Piz Roseg        | 3.937             | 12.916            |
| Bellavista       | 3.922             | 12.867            |
| Piz Palü         | 3.905             | 12.835            |
| Crast' Agüzza    | 3.869             | 12.694            |
| Piz Morteratsch  | 3.751             | 12.306            |
| Piz Tschierva    | 3.546             | 11.634            |
| Piz Varuna       | 3.462             | 11.359            |
| Piz Corvatsch    | 3.451             | 11.322            |
| Cima di Castello | 3.400             | 11.155            |
| Pizzo Scalino    | 3.323             | 10.903            |
| Munt Pers        | 3.207             | 10.522            |
| Piz da la Margna | 3.158             | 10.361            |